# SpaceX Raptor

Raptor és una família de motors de coets desenvolupats i fabricats per SpaceX. És el tercer motor de coet de la història dissenyat amb un cicle de combustible de combustió en fases de flux complet (FFSC) i el primer motor d'aquest tipus que alimenta un vehicle en vol. El motor funciona amb metà líquid criogènic i oxigen líquid, una mescla coneguda com metalox.
La nau súper pesada de SpaceX utilitza motors Raptor en el seu reforç Super Heavy i a la segona etapa de la nau espacial. Les missions de naus estel·lars inclouen l'aixecament de càrregues útils a l'òrbita de la Terra i també està previst per a missions a la Lluna i Mart. Els motors s'estan dissenyant per a la seva reutilització amb poc manteniment.

## Disseny
Raptor està dissenyat per a una fiabilitat extrema, amb l'objectiu de donar suport al nivell de seguretat de la companyia aèria que requereix el mercat del transport terrestre punt a punt. Gwynne Shotwell va afirmar que Raptor seria capaç d'oferir "llarga vida... i entorns de turbines més benignes".

### Combustió per etapes de flux complet

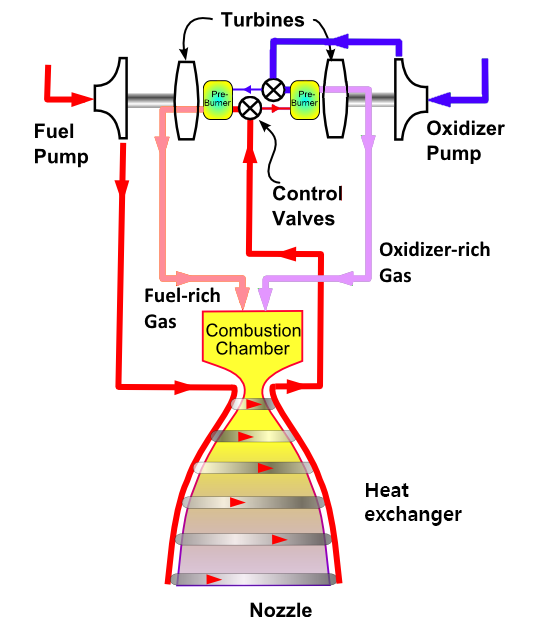
Diagrama de coets de combustió per etapes de flux complet simplificat

Raptor funciona amb metà líquid subrefredat i oxigen líquid subrefredat en un cicle de combustió per etapes de flux complet (FFSC). FFSC és un cicle de combustió per etapes de dos eixos que utilitza precremadors rics en oxidants i rics en combustible. El cicle permet el flux total d'ambdós propulsors a través de les turbines sense abocar cap propulsor no cremat per la borda.
FFSC és una sortida del sistema generador de gas de "cicle obert" més comú i els propulsors LOX/kerosè utilitzats pel seu predecessor Merlin. Abans del 2014, mai no s'havia utilitzat cap FFSC en un vol real i només dos dissenys de FFSC havien avançat prou per arribar als bancs de proves: el projecte soviètic RD-270 als anys 60 i el demostrador de capçal integrat Aerojet Rocketdyne a mitjans dels anys 2000. Els motors RS-25 (utilitzats per primera vegada al transbordador espacial) utilitzaven una forma més senzilla de cicle de combustió per etapes. Diversos motors de coets russos, inclosos el RD-180  i el RD-191 també ho van fer.

FFSC té l'avantatge que l'energia produïda pels precremadors, i utilitzada per alimentar les bombes de propulsor, s'estén per tot el flux de combustible, el que significa que l'escapament del precremador que condueix les turbobombes de propulsor és el més fresc possible, fins i tot més fred que altres cicles de motor tancats. que només precrema un propulsor. Això contribueix a una llarga vida útil del motor. En canvi, un motor de cicle obert en què l'escapament del precremador obvia la cambra de combustió principal intenta minimitzar la quantitat de propel·lent alimentat a través del precremador, cosa que s'aconsegueix fent funcionar la turbina a la seva temperatura màxima de supervivència.
Una turbina rica en oxigen alimenta una turbobomba d'oxigen, i una turbina rica en combustible alimenta una turbobomba de metà. Tant els corrents d'oxidant com de combustible es converteixen completament en fase gasosa abans d'entrar a la cambra de combustió. Això accelera la barreja i la combustió, reduint la mida i la massa de la cambra de combustió necessària. Els encès de torxa s'utilitzen als precremadors. La cambra de combustió principal del Raptor 2 utilitza un mètode d'encesa no revelat que suposadament és menys complex, més lleuger, més barat i més fiable que el de Merlin. L'encesa del motor en Raptor Vacuum es gestiona mitjançant encenedors de torxa encesos amb bujía doble redundant, que eliminen la necessitat del líquid d'encesa consumible dedicat a Merlin. El Raptor 2 utilitza injectors de remolí coaxial per admetre propelents a la cambra de combustió, en lloc dels injectors de punt de Merlin.

### Propulsants
Raptor està dissenyat per a propulsors criogènics profunds : fluids refredats a prop dels seus punts de congelació, en lloc dels seus punts d'ebullició, com és típic dels motors de coets criogènics. Els propulsors subrefrigerats són més densos, augmentant la massa del propulsor així com el rendiment del motor. Augmenta l'impuls específic i es redueix el risc de cavitació a les entrades de les turbobombes a causa del major cabal de combustible propulsor per unitat de potència generada. La cavitació (bombolles) redueix el flux/la pressió del combustible i pot deixar el motor de fam, mentre erosiona les pales de la turbina. La relació d'oxidant a combustible del motor és d'aproximadament 3,8 a 1. Methalox crema relativament net, reduint l'acumulació de carboni al motor.
El metà líquid i els propulsors d'oxigen han estat adoptats per moltes empreses, com ara Blue Origin amb el seu motor BE-4, així com la sartup xinesa Space Epoch's Longyun-70.

### Fabricació i materials
Molts components dels primers prototips de Raptor es van fabricar mitjançant la impressió 3D, incloses les turbobombes i els injectors, augmentant la velocitat de desenvolupament i prova. El motor de desenvolupament de subescala de 2016 tenia el 40% (en massa) de les seves peces fabricades mitjançant impressió 3D. El 2019, els col·lectors del motor es van fer a partir del superaliatge SX300 Inconel desenvolupat per SpaceX, que després es va canviar a SX500.